# Don Whittington
Reginald Donald Whittington, detto Don (Lubbock, 23 gennaio 1946), è un pilota automobilistico statunitense, che ha vinto la 24 Ore di Le Mans 1979 assieme al fratello Bill Whittington e a Klaus Ludwig su una Porsche 935 K3.

## Biografia
Donald Whittington nasce il 23 gennaio 1946 a Lubbock, in Texas, nel sud degli Stati Uniti. Il padre, Don Whittington Sr., era un pilota automobilistico, che ha preso parte all'USAC National Championship fra il 1957 e il 1959, trasmettendo ai figli Don, Bill e Dale la passione per le corse.

## Carriera
La carriera sportiva di Don inizia dalle gare aeronautiche, in particolare partecipa dal 1976 al 1995 alle corse aeree di Reno, ottenendo un record in qualifica nell'anno del debutto con il P-51 Mustang Precious Metal alla velocità di 704 922 km/h. In tutto Don ottiene 3 podi e due migliori risultati in qualifica con il Precious Metal.
Esordisce nelle corse automobilistiche nel 1978 con la Porsche 934 e 935, partecipando alle gare di endurance statunitensi. Alla 12 Ore di Sebring si piazza ventiquattresimo assoluto in coppia con Russ Boy, mentre alla 6 Ore di Talladega ottiene un secondo posto assoluto in coppia col fratello Bill. Alla 100 Miglia di Road Atlanta si piazza settimo alla guida di una Porsche 935/77A. Il 10 giugno prende il via alla 24 Ore di Le Mans 1978, non valevole per il Mondiale Marche, assieme al fratello Bill e all'austriaco Franz Konrad, tuttavia l'equipaggio è costretto al ritiro dopo 9 ore a causa di un incidente.
Nel 1978 i fratelli acquistano inoltre il circuito di Road Atlanta, in Georgia.
L'anno successivo Don e Bill si affidano alla scuderia Kremer Racing per competere nella maratona francese, comprando il proprio posto in scuderia per 20 000 dollari ciascuno. Dopo un diverbio con i fratelli Kremer per l'assegnazione dei turni di guida, i fratelli Whittington, non volendo partire dopo il pilota ufficiale Klaus Ludwig, comprarono la vettura per 200 000 dollari dai Kremer, e Bill prese il via per primo alla gara. Allo scadere delle 24 Ore la Porsche 935 K3 taglia il traguardo con 7 giri di vantaggio sulla 935 tradizionale del team Dick Barbour Racing, guidata dall'attore Paul Newman, dal pilota Rolf Stommelen e dal proprietario Dick Barbour, regalando ai Whittington la vittoria assoluta a Le Mans dopo un solo anno di attività nel mondo delle corse.
Il 27 ottobre 1979 Don prende parte alla terza qualificazione per la International Race of Champions del 1980 per la categoria Road Racing, giungendo terzo sul tracciato di Riverside su Chevrolet Camaro (1970), ottenendo così la qualificazione. Il giorno successivo, durante la prima finale della serie, tenuta sullo stesso circuito, si ritira a quattro giri dalla fine per un guasto alla pompa dell'olio. Durante la finale sull'ovale dell'Atlanta Motor Speedway conclude 5°, ritirandosi al quarantunesimo giro di sessantasei per un incidente. Chiude la VII IROC con un 8° posto complessivo in classifica.
Fra il 1980 e il 1981 Don corre diverse gare della NASCAR Winston Cup, ottenendo un nono posto all'esordio a Riverside e partecipando a due edizioni della Daytona 500.
Nel 1986, dopo anni di indagini da parte di DEA, FBI e IRS, Don e Bill Whittington vengono arrestati e processati per riciclaggio, evasione fiscale e traffico di stupefacenti. Don Whittington si dichiarò colpevole di riciclaggio di denaro in associazione con la dichiarazione di colpevolezza di suo fratello Bill per evasione fiscale e contrabbando di marijuana negli Stati Uniti dalla Colombia, fatta entrare nel paese attraverso piccoli velivoli privati che atterravano durante la notte sul lungo rettilineo di Road Atlanta, e stivata in alcuni magazzini del circuito. Don riceve una condanna a 18 mesi di carcere, mentre Bill di 15 anni.
Attualmente, Whittington possiede World Jet, un operatore a base fissa presso l'aeroporto di Ft. Lauderdale, in Florida.

## Risultati

### 24 Ore di Le Mans
| Anno | Classe   | Vettura                                              | Squadra                  | Co-piloti                       | Giri | Pos. Assol. | Pos. di Classe |
| ---- | -------- | ---------------------------------------------------- | ------------------------ | ------------------------------- | ---- | ----------- | -------------- |
| 1978 | Gr.5+2.0 | Porsche 935/77A                                      | Whittington Bros. Racing | Bill Whittington Franz Konrad   | 41   | Rit         | Rit            |
| 1979 | Gr.5+2.0 | Porsche 935 K3 Porsche Type-935 3.0L Turbo Flat-6    | Kremer Racing            | Bill Whittington Klaus Ludwig   | 307  | 1º          | 1º             |
| 1980 | IMSA     | Porsche 935 K3/80 Porsche Type-935 3.0L Turbo Flat-6 | Whittington Bros. Racing | Dale Whittington Hurley Haywood | 151  | Rit         | Rit            |
| 1981 | Gr.5     | Porsche 935 K3/80 Porsche Type-935 3.2L Turbo Flat-6 | Kremer Racing            | Bill Whittington Ted Field      | 57   | Rit         | Rit            |

### CART
| Anno | Team               | Telaio       | Motore           | 1   | 2       | 3       | 4    | 5      | 6   | 7      | 8   | 9   | 10  | 11    | 12     | 13  | 14     | 15  | Pos. | Pts |
| ---- | ------------------ | ------------ | ---------------- | --- | ------- | ------- | ---- | ------ | --- | ------ | --- | --- | --- | ----- | ------ | --- | ------ | --- | ---- | --- |
| 1979 | Team McLaren       | McLaren M24B | Cosworth DFX V8t | PHX | ATL     | ATL     | INDY | TRE    | TRE | MCH    | MCH | WGL | TRE | ONT 8 | MCH    | ATL | PHX    |     | NC   | 0   |
| 1980 | Whittington Racing | Penske PC-7  | Cosworth DFX V8t | ONT | INDY13  | MIL     | POC  | MDO    | MCH | WGL    | MIL | ONT | MCH | MEX   | PHX    |     |        |     | 48°  | 25  |
| 1982 | Whittington Racing | March 81C    | Cosworth DFX V8t | PHX | ATL     | MIL     | CLE  | MCH 26 | MIL | POC    | RIV | ROA | MCH | PHX   |        |     |        |     | NC   | 0   |
| 1983 | Whittington Racing | March 83C    | Cosworth DFX V8t | ATL | INDY27  | MIL     | CLE  | MCH 20 | ROA | POC 33 | RIV | MDO | MCH | CPL   | LAG    | PHX |        |     | NC   | 0   |
| 1985 | Patrick Racing     | March 85C    | Cosworth DFX V8t | LBH | INDY 24 | MIL DNQ | POR  | MEA    | CLE | MCH    | ROA | POC | MDO | SAN   | MCH 20 | LAG | PHX 24 | MIA | NC   | 0   |

#### 500 Miglia di Indianapolis
| Anno | Telaio | Motore   | Start | Finish | Team               |
| ---- | ------ | -------- | ----- | ------ | ------------------ |
| 1980 | Penske | Cosworth | 18    | 13     | Whittington Racing |
| 1981 | March  | Cosworth | 26    | 31     | Whittington Racing |
| 1982 | March  | Cosworth | 8     | 6      | Whittington Racing |
| 1983 | March  | Cosworth | 27    | 27     | Whittington Racing |
| 1985 | March  | Cosworth | 6     | 24     | Patrick Racing     |